# Quilombo Forte Príncipe da Beira
Forte Príncipe da Beira é uma comunidade remanescente de quilombo, população tradicional brasileira, localizada no município brasileiro de Costa Marques, em Rondônia. A comunidade de Forte Príncipe da Beira é formada por uma população de 145 famílias, distribuídas em uma área de 19.986,4809 hectares. O território foi certificado como remanescente de quilombo (reminiscências históricas de antigos quilombos) em 2005, pela Fundação Cultural Palmares.
Esta comunidade teve o Relatório Técnico de Identificação e Delimitação publicado em 2023 (etapa da regularização fundiária), mas ainda está com a situação fundiária em análise (não titulada) no INCRA.

## História
O Forte Príncipe da Beira foi construído no século XVIII por escravizados negros e indígenas. O local foi abandonado no início do século XIX porque perdera sua importância estratégica. Permaneceram ali o contingente humano que havia construído a edificação. Formando assim o quilombo de mesmo nome. As atividades do Exército voltaram apenas na década de 1930.
A comunidade quilombola de Forte Príncipe da Beira sofre embates com o Exército Brasileiro (EB), que gerencia o Forte Príncipe da Beira. Dentre as necessidades da comunidade estão a falta de água, de saneamento básico, e de atendimento à saúde; a restrição à frequência das crianças à escola da região; o impedimento do direito de ir e vir e restrições às práticas da agricultura e da pesca. O Exército também impedia a realização dos estudos para o Relatório Técnico de Identificação e Delimitação (Rtid) do território.
Em 2012, o Exército propôs um Termo de Convivência entre as partes e um Acordo de Contratos de Concessão de Direito Real de Uso (CDRU) que seria endereçado a cada uma das famílias quilombolas. A comunidade quilombola rejeitou, pois pedia a titulação coletiva das terras.
Em maio de 2018, a 2ª Vara Federal de Ji-Paraná/RO inspeciou a comunidade e, meses depois, ordenou que o Exército Brasileiro permitisse o acesso do Incra para a realização do estudo antropológico do Rtid. Em julho de 2023, a Comunidade teve o território delimitado e reconhecido pelo Incra.

### Elvis Cayaduro Pessoa
Em abril de 2023, durante a luta pela propriedade da terra, faleceu Elvis Cayaduro Pessoa, importante liderança da comunidade quilombola de Forte Príncipe da Beira e presidente da Associação que a representa. A causa de sua morte não foi divulgada.

## Tombamento
O tombamento de quilombos é previsto pela Constituição Brasileira de 1988, bastando a certificação pela Fundação Cultural Palmares:
Art. 216. Constituem patrimônio cultural brasileiro os bens de natureza material e imaterial, tomados individualmente ou em conjunto, portadores de referência à identidade, à ação, à memória dos diferentes grupos formadores da sociedade brasileira [...]
§ 5º Ficam tombados todos os documentos e os sítios detentores de reminiscências históricas dos antigos quilombos.
Portanto, a comunidade quilombola de Forte Príncipe da Beira é um patrimônio cultural brasileiro, tendo em vista que recebeu a certificação de ser uma "reminiscência histórica de antigo quilombo" da Fundação Cultural Palmares no ano de 2005.

## Situação territorial
A falta do título da terra (regularização fundiária) cria para as comunidades quilombolas uma dificuldade de desenvolver a agricultura, além dos conflitos com os fazendeiros de suas regiões e a impossibilidade de solicitar políticas sociais e urbanas para melhorias de condições de vida, como infraestrutura urbana de redes de energia, água e esgoto. 
Povos Tradicionais ou Comunidades Tradicionais são grupos que possuem uma cultura diferenciada da cultura predominante local, que mantêm um modo de vida intimamente ligado ao meio ambiente natural em que vivem. Através de formas próprias: de organização social, do uso do território e dos recursos naturais (com relação de subsistência), sua reprodução sócio-cultural-religiosa utiliza conhecimentos transmitidos oralmente e na prática cotidiana.